# Mooncoin
Mooncoin es una localidad situada en el condado de Kilkenny de la provincia de Leinster (República de Irlanda), con una población en 2016 de 1175 habitantes.
Se encuentra ubicada al sureste del país, a poca distancia del río Nore.